# Вільябарус-де-Кампос
Вільябарус-де-Кампос (ісп. Villabaruz de Campos) — муніципалітет в Іспанії, у складі автономної спільноти Кастилія-і-Леон, у провінції Вальядолід. Населення — 45 осіб (2010).
Муніципалітет розташований на відстані близько 210 км на північний захід від Мадрида, 46 км на північний захід від Вальядоліда.

## Демографія
Динаміка населення (INE ):